# Hafsa bint al-Hajj ar-Rakuniyya
Hafsa bint al-Hajj, més coneguda com a ar-Rakuniyya (Granada, 1135 - Marràqueix, 1191) fou una de les poetes més cèlebres de l'Àndalus. Filla d'un noble d'origen berber, ric i influent, passa la seva infància i joventut a Granada, en una època d'agitació política intensa, que marcarà la caiguda de la dinastia almoràvit i la instauració de la dinastia almohade.
Pel seu talent i cultura, així com per la seva bellesa, aviat va ocupar un lloc important en la cort dels almohades de Granada, desenvolupant una activitat literària i educativa intensa i adquirint una reputació que va arribar a traspassar les fronteres de Granada, arribant a ser enviada a Rabat l'any 1158, amb un grup de poetes i nobles granadins davant el califa Abd-al-Mumin. Va ser aquest qui li va posar el malnom d'ar-Rukaniyya (derivat de Rakuna, una mena de saló literari).
En aquest ambient de la cort i de la poesia de Granada, és on va conèixer el poeta Abu-Jàfar ibn Saïd, pertanyent a la família dels Banu Saïd, amb el qual va establir una relació afectiva i pública cap a l'any 1154. Aquesta relació va donar lloc a un intens intercanvi de poemes amorosos entre els dos amants, els quals s'han conservat fins a l'actualitat. Així mateix, la seva relació amorosa va ser cantada pels poetes del seu entorn.
La seva situació es complica l'any 1156, en el qual arriba a Granada Abu-Saïd Uthman, governador almohade, fill del califa Abd-al-Mumin, que cau perdudament enamorat de la poeta. Oficialment, Hafsa no va cedir davant els sentiments del governador, però va deixar morir el seu amor per Abu Yafar, pot ser cansada de les vel·leïtats afectuoses d'aquest últim o per les pressions del príncep o de la seva família. Aquesta situació serà l'origen d'un triangle amorós molt conflictiu. Abu-Jàfar, que havia estat amic i secretari del príncep Abu-Saïd, va prendre aquest com a objecte dels seus poemes satírics, i va acabar formant part d'una rebel·lió política contra el governador, provocant el seu empresonament i, finalment, la seva crucifixió l'any 1163, a Màlaga.
Hafsa va plorar l'empresonament i la mort del seu amant, reflectint-ho en uns versos punxants i arribant fins a l'extrem de vestir un hàbit de vídua per ell, tot i les amenaces del governador. Immersa en la tristesa, es retira de la cort, abandona la poesia i es consagra exclusivament a l'ensenyament.
Així va viure durant gran part de la seva vida, fins que, l'any 1184, accepta la invitació del califa Abu-Yússuf Yaqub al-Mansur, que li va proposar dirigir l'educació dels prínceps almohades a Marràqueix, on va romandre fins a l'any de la seva mort, el 1191.
Hafsa és la poeta andalusina de la qual conservem més obres, gràcies, sobretot, a l'interès dels seus biògrafs i de la família Banu Said. En total, han arribat fins a la nostra època disset dels seus poemes, de gran qualitat literària. Hereva de la tradició poètica àrab, per altra part, té la capacitat d'expressar, amb una gran bellesa, els seus veritables sentiments en un llenguatge espontani. Gran part dels seus versos amorosos es dirigien a Abu-Jàfar, tot i que existeixen algunes sàtires i elogis cap a Abu-Saïd. La seva inspiració arriba al cim en aquells versos en què expressa el seu pesar i el seu dolor per l'empresonament i la mort del seu amant.
Exemple de dona independent i culta de l'època de major esplendor de l'Àndalus, Hafsa ha estat molt respectada, tot i la seva llibertat aparent, en la seva època i pels seus biògrafs posteriors. Ibn al-Khatib ha dit d'ella: "La granadina ha estat única en el seu temps per la seva bellesa, la seva elegància i la seva cultura literària".